# سیریل رینگ
سیریل رینگ (انگلیسی: Cyril Ring؛ ‏ ۵ دسامبر ۱۸۹۲ – ۱۷ ژوئیهٔ ۱۹۶۷) بازیگر اهل ایالات متحده آمریکا بود.

## گزیدهٔ فیلم‌شناسی
- نقطه فروپاشی
- خواهر خبیث
- قیمت خرید
- مدیسن اسکوئر گاردن
- تماس اضطراری
- فریادی در شب
- شانگهای
- دایموند جیم
- خطرناک
- زیگفلد کبیر
- پالم اسپرینگز
- نمایش فوتبال
- بیشتر از یک منشی
- به دنبال مرد لاغر
- راهی به فردا ساختن
- یک روز در مسابقه
- تاپر
- یکصد مرد و یک دختر
- خیابان ۵۲ام
- شکوفه‌هایی در برادوی
- ولز فارگو
- پرواز آزمایشی
- کله‌پوک‌ها
- کنتاکی
- باد بسامان
- زنوبیا
- یونیون پاسیفیک
- کارناوال زمستانی
- مرد محبوب و موفق
- باج‌گیری
- بی‌تجربه‌ها
- ماجرای پرشور هالیوود
- دهه پرشور بیست
- این زن را به چنگ می‌آورم
- جانی آپولو
- همسر دلخواه من
- عشق من بازگشت
- دیکتاتور بزرگ
- کریسمس در ژوئیه
- یک شب در استوا
- بانو ایو
- یک دختر، یک مرد و یک ملوان
- ملاقات با جان دو
- دروغ بزرگ
- همشهری کین
- آقای جردن وارد می‌شود
- تو هیچوقت ثروتمند نخواهی شد
- تفنگ‌های بزرگ
- زن دوچهره
- سفرهای سولیوان
- خرید لوئیزیانا
- سراسر شب
- زن سال
- خرابکار
- جاسوس محبوب من
- غرور یانکی‌ها
- مسافرخانه تعطیلات
- داستان‌های منهتن
- از میان اقیانوس آرام
- پیتسبرگ
- الکی‌خوش
- دو هفته برای زندگی
- زیبای پایدار
- دیکسی
- هفتمین قربانی
- دختر حکومتی
- استادان رقص
- داستان دکتر واسل
- روزی روزگاری
- آقای اسکفینگتون
- در جامعه
- لورا
- امواج
- گاوبازها
- عشق عجیب مارتا ایورس
- شب و روز
- کوچه کابوس
- جسم و روح
- شعله
- تالسا
- مرد آهنی
- عید
- خواهر خبیث
- تماس اضطراری
- شکوفه‌هایی در برادوی